# Australia na Letnich Igrzyskach Olimpijskich 1920
Australię na Letnich Igrzyskach Olimpijskich 1920 reprezentowało 13 zawodników, 12 mężczyzn i 1 kobietę.

## Zdobyte medale
| Medal  | Zawodnik                                                               | Dyscyplina    | Konkurencja                                 | Rezultat | Data        |
| ------ | ---------------------------------------------------------------------- | ------------- | ------------------------------------------- | -------- | ----------- |
| Srebro | George Parker                                                          | Lekkoatletyka | chód na 3000 m mężczyzn                     | 13:19,6  | 21 sierpnia |
| Srebro | Henry Hay William Herald Ivan Stedman Frank Beaurepaire Keith Kirkland | Pływanie      | sztafeta 4 x 200 m stylem dowolnym mężczyzn | 10:25,4  | 1 września  |
| Brąz   | Frank Beaurepaire                                                      | Pływanie      | 1500 m stylem dowolnym                      | 23:04,0  | 25 sierpnia |

## Skład reprezentacji

### Kolarstwo

#### Kolarstwo torowe
| Zawodnik      | Konkurencja | Eliminacje                     | Eliminacje | Eliminacje | Ćwierćfinał              | Ćwierćfinał | Ćwierćfinał | Repasaże - półfinały | Repasaże - półfinały | Repasaże - półfinały | Repasaże - finał | Repasaże - finał | Repasaże - finał | Półfinały              | Półfinały | Półfinały | Finał      | Finał | Finał   | Pozycja |
| Zawodnik      | Konkurencja | Przeciwnik                     | Czas       | Miejsce    | Przeciwnik               | Czas        | Miejsce     | Przeciwnik           | Czas                 | Miejsce              | Przeciwnik       | Czas             | Miejsce          | Przeciwnik             | Czas      | Miejsce   | Przeciwnik | Czas  | Miejsce | Pozycja |
| ------------- | ----------- | ------------------------------ | ---------- | ---------- | ------------------------ | ----------- | ----------- | -------------------- | -------------------- | -------------------- | ---------------- | ---------------- | ---------------- | ---------------------- | --------- | --------- | ---------- | ----- | ------- | ------- |
| Jack King     | sprint      | Thomas Lance Binard            | NO         | 3.         | NQ                       | NQ          | NQ          | NQ                   | NQ                   | NQ                   | NQ               | NQ               | NQ               | NQ                     | NQ        | NQ        | NQ         | NQ    | NQ      | NQ      |
| Gerald Halpin | sprint      | Harold Bounsell Frans de Vreng | 12,6       | 1. Q       | Anthony Young L'Empereur | 12,6        | 1. Q        | —                    | —                    | —                    | —                | —                | —                | Harry Ryan Fred Taylor | 15,2      | 3.        | NQ         | NQ    | NQ      | NQ      |
| Jack King     | 50 km       | —                              | —          | —          | —                        | —           | —           | —                    | —                    | —                    | —                | —                | —                | —                      | —         | —         | —          | DNF   | DNF     | DNF     |

### Lekkoatletyka
Konkurencje biegowe
| Zawodnik            | Konkurencja        | Eliminacje | Eliminacje | Ćwierćfinał | Ćwierćfinał | Półfinał | Półfinał | Finał     | Finał   |    |    |
| Zawodnik            | Konkurencja        | Wynik      | Miejsce    | Wynik       | Miejsce     | Wynik    | Miejsce  | Wynik     | Miejsce |    |    |
| ------------------- | ------------------ | ---------- | ---------- | ----------- | ----------- | -------- | -------- | --------- | ------- | -- | -- |
| William Hunt        | 100 m              | 11,0       | 1. Q       | 11,2        | 4.          | NQ       | NQ       | NQ        | NQ      |    |    |
| William Hunt        | 200 m              | 23,5       | 2. Q       | 22,4        | 4.          | NQ       | NQ       | NQ        | NQ      |    |    |
| Sinton Hewitt       | 10 000 m           | —          | —          | —           | —           | NO       | 10.      | NQ        | NQ      |    |    |
| Sinton Hewitt       | maraton            | —          | —          | —           | —           | —        | —        | 3:03:27,0 | 30.     |    |    |
| Wilfred Kent-Hughes | 110 m przez płotki | —          | —          | NO          | 4.          | NQ       | NQ       | NQ        | NQ      |    |    |
| Wilfred Kent-Hughes | 400 m przez płotki | NQ         | NQ         | 57,2        | 1. Q        | 56,9     | 5.       | NQ        | NQ      | NQ | NQ |
| George Parker       | chód na 3 km       | —          | —          | —           | —           | 13:47,9  | 2. Q     | 13:19,6   | srebro  |    |    |
| George Parker       | chód na 10 km      | —          | —          | —           | —           | 47:31,0  | 3.       | DSQ       | DSQ     |    |    |

### Pływanie
Mężczyźni
| Zawodnik                                                               | Konkurencja        | Eliminacje | Eliminacje | Półfinał | Półfinał | Finał   | Finał   |
| Zawodnik                                                               | Konkurencja        | Czas       | Miejsce    | Czas     | Miejsce  | Czas    | Miejsce |
| ---------------------------------------------------------------------- | ------------------ | ---------- | ---------- | -------- | -------- | ------- | ------- |
| Keith Kirkland                                                         | 100 m dowolnym     | 1:08,0     | 2. Q       | NO       | 6.       | NQ      | NQ      |
| Ivan Stedman                                                           | 100 m dowolnym     | 1:04,2     | 2. Q       | NO       | 4.       | NQ      | NQ      |
| Henry Hay                                                              | 100 m dowolnym     | 1:06,8     | 2. Q       | NO       | 6.       | NQ      | NQ      |
| William Herald                                                         | 100 m dowolnym     | 1:08,8     | 2. Q       | 1:05,8   | 3.Q      | 1:03,8  | 4.      |
| Keith Kirkland                                                         | 400 m dowolnym     | 6:12,2     | 2.         | DNF      | DNF      | NQ      | NQ      |
| Frank Beaurepaire                                                      | 400 m dowolnym     | 5:42,0     | 3. Q       | 5:32,8   | 3.       | DNF     | DNF     |
| Henry Hay                                                              | 400 m dowolnym     | NO         | 4.         | NQ       | NQ       | NQ      | NQ      |
| Frank Beaurepaire                                                      | 1500 m dowolnym    | 22:55,0    | 1. Q       | 23:02,2  | 2. Q     | 23:04,0 | brąz    |
| Ivan Stedman                                                           | 200 m klasycznym   | 3:18,8     | 2. Q       | 3:16,0   | 3. Q     | NO      | 5.      |
| Henry Hay William Herald Ivan Stedman Keith Kirkland Frank Beaurepaire | 4 × 200 m dowolnym | 10:23,0    | 2. Q       | —        | —        | 10:25,4 | srebro  |

Kobiety
| Zawodniczka      | Konkurencja    | Eliminacje | Eliminacje | Półfinał | Półfinał | Finał | Finał   |
| Zawodniczka      | Konkurencja    | Czas       | Miejsce    | Czas     | Miejsce  | Czas  | Miejsce |
| ---------------- | -------------- | ---------- | ---------- | -------- | -------- | ----- | ------- |
| Lily Beaurepaire | 100 m dowolnym | NO         | 6.         | —        | —        | NQ    | NQ      |
| Lily Beaurepaire | 300 m dowolnym | NO         | 5.         | —        | —        | NQ    | NQ      |

### Skoki do wody
Kobiety
| Zawodnik         | Konkurencja | Eliminacje | Eliminacje | Finał | Finał   |
| Zawodnik         | Konkurencja | Wynik      | Pozycja    | Wynik | Pozycja |
| ---------------- | ----------- | ---------- | ---------- | ----- | ------- |
| Lily Beaurepaire | wieża 10 m  | 147,5      | 4.         | NQ    | NQ      |

### Tenis ziemny
| Zawodnik      | Konkurencja | 1 runda          | 2 runda          | 3 runda                             | Ćwierćfinały     | Półfinały        | Finał            | Miejsce |
| Zawodnik      | Konkurencja | Przeciwnik Wynik | Przeciwnik Wynik | Przeciwnik Wynik                    | Przeciwnik Wynik | Przeciwnik Wynik | Przeciwnik Wynik | Miejsce |
| ------------- | ----------- | ---------------- | ---------------- | ----------------------------------- | ---------------- | ---------------- | ---------------- | ------- |
| Ronald Thomas | Singiel (m) | —                | —                | Jean Washer P 1:3 (1:6,3:6,6:3,6:4) | NQ               | NQ               | NQ               | 17.     |